# Счётная марка

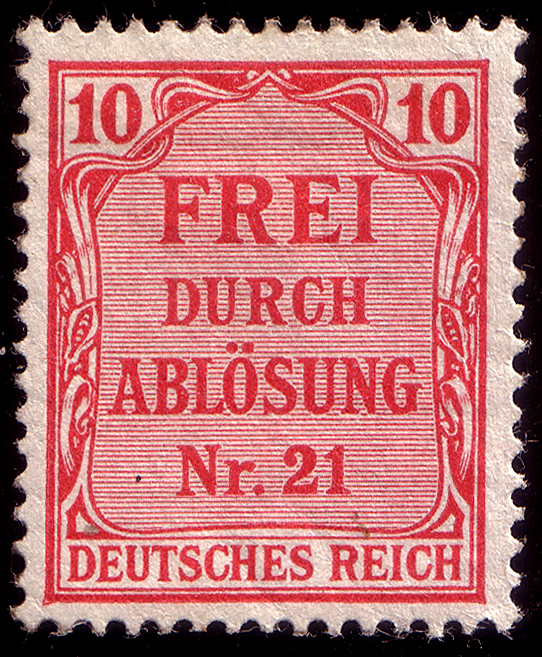
Счётная служебная марка Германии номиналом в 10 пфеннигов для Пруссии, 1903(Sc #OL4)

Счётные ма́рки, или статисти́ческие марки (нем. Zahldienstmarken), — тип служебных почтовых марок, выпускавшихся в некоторых странах для определения суммы почтовых сборов с определённого круга отправителей или с определённой территории в течение какого-то времени.

## Описание
Счётные марки обычно выдавались бесплатно государственным организациям или государственным служащим высокого ранга, чтобы они франкировали свою служебную корреспонденцию. Каждый выпуск счётных марок был в почтовом обращении в течение одного года. По количеству израсходованных марок почта определяла, какая сумма ей причитается из государственного бюджета за фактически доставленную корреспонденцию. После этого марки из обращения изымались, а пересылка корреспонденции в дальнейшем оплачивалась уже без франкировки марками.

## Счётные марки отдельных стран

### Германия

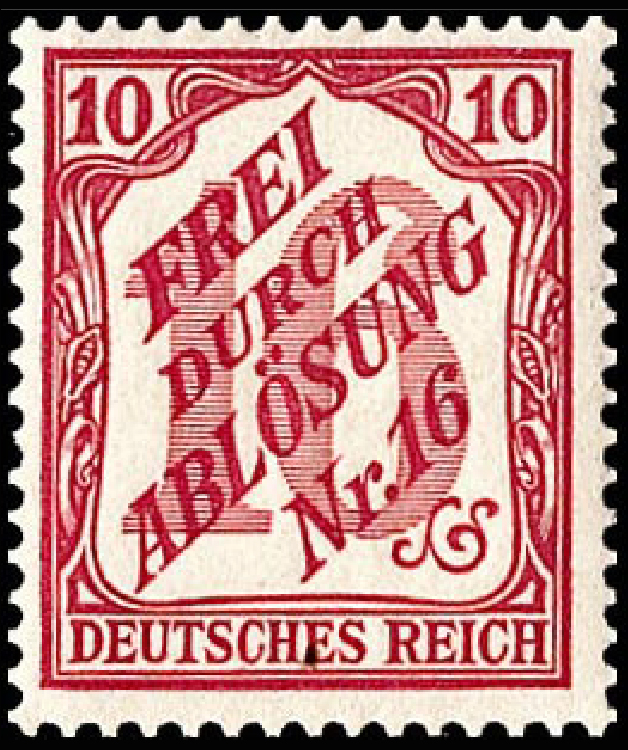
Счётная служебная марка Германии номиналом в 10 пфеннигов для Бадена, 1905(Sc #OL19)

Счётные марки выпускались в Германии в 1903 и 1905 годах. На марках стояла соответствующая надпись «Frei durch Ablösung» и был указан номер округа, где они имели хождение. Согласно каталогу «Скотт», эти марки можно рассматривать в качестве местных служебных (англ. local official stamps).

#### Выпуск 1903 года
Выпуск счётных марок в 1903 году для Пруссии (округ номер 21) был предназначен для проверки или подготовки договоров о паушальной оплате сумм почтового сбора, подлежащих уплате Пруссией имперской почте за пересылку служебной корреспонденции. Надпись на марках: «Frei durch Ablösung № 21» («Бесплатно благодаря возмещению»). В состав серии входило восемь марок номиналами в 2, 3, 5, 10, 20, 25, 40 и 50 пфеннигов (Sc #OL1—OL8).

#### Выпуск 1905 года
Выпуск счётных марок в 1905 году для Бадена (округ номер 16) был предназначен для проверки сумм почтового сбора, подлежащих уплате Баденом имперской почте за пересылку служебной корреспонденции. Надпись на марках: «Frei durch Ablösung № 16» («Бесплатно благодаря возмещению»). Серия включала шесть марок достоинством в 2, 3, 5, 10, 20 и 25 пфеннигов (Sc #OL16—OL21).

### США
К счётным также относятся марки, выпущенные в США в 1929 году для проверки размера ущерба, причиняемого хищениями почтовых марок на Среднем Западе. На марках стандартного выпуска США в штатах Канзас и Небраска были сделаны надпечатки «Kans.» («Канзас») (Sc #658—668) и «Nebr.» («Небраска») (Sc #669—679).

## Коллекционная ценность
Стоимость всего набора счётных марок Германии 1903 года оценивается ныне в $9,60. Серия счётных марок Германии 1905 года встречается реже и стоит по каталогу «Скотт» 800 долларов.